# Târgu Bujor

Târgu Bujor je město v župě Galați, v Rumunsku. Zahrnuje mimo jiné dvě vesnice – Moscu a Umbrărești.

## Obyvatelstvo
| Rok  | Počet obyvatel |
| ---- | -------------- |
| 1977 | 7 583          |
| 1992 | 7 965          |
| 2002 | 8 044          |
| 2011 | 6 148          |